# Limoeiro
Limoeiro là một đô thị thuộc bang Pernambuco, Brasil. Đô thị này có diện tích 269,97 km², dân số năm 2007 là 55850 người, mật độ 207 người/km².